# Велоспорт на літніх Олімпійських іграх 1948
У змаганнях з велоспорту на літніх Олімпійських іграх 1948 у Лондоні розіграно 6 комплектів нагород (лише серед чоловіків) у двох видах: шосейний велоспорт і велоспорт на треку. Змагання на трек відбулися на Велодромі Герн Гілл у південному Лондоні. Змагання на шосе відбулися в Великому Віндзорському парку на південь від Віндзора.

## Медальний залік

### Шосейні гонки
| Дисципліни             | Золото                                                       | Срібло                                                                          | Бронза                                       |
| ---------------------- | ------------------------------------------------------------ | ------------------------------------------------------------------------------- | -------------------------------------------- |
| Групова шосейна гонка  | Жозе Беяр · Франція                                          | Ґерріт Вортінґ · Нідерланди                                                     | Лоде Ваутерс · Бельгія                       |
| Командна шосейна гонка | Бельгія (BEL) Леон Делатаувер Еґене ван Росбрук Лоде Ваутерс | Велика Британія (GBR) Роберт Джон Мейтленд Ієн Скотт Ґордон Томас Ерні Клементс | Франція (FRA) Жозе Беяр Жак Дюпон Ален Муено |

### Велоперегони на треку
| Дисципліни                    | Золото                                                          | Срібло                                                                      | Бронза                                                                       |
| ----------------------------- | --------------------------------------------------------------- | --------------------------------------------------------------------------- | ---------------------------------------------------------------------------- |
| Командна гонка переслідування | Франція (FRA) Фернан Деканалі П'єр Адам Серж Блюссон Шарль Кост | Італія (ITA) Ріно Пуччі Арнальдо Бенфенаті Гвідо Бернарді Ансельмо Читтеріо | Велика Британія (GBR) Вілфред Вотерс Алан Ґелдард Томмі Ґодвін Девід Рікеттс |
| Спринт                        | Маріо Гелла · Італія                                            | Реґ Гарріс · Велика Британія                                                | Аксель Скандорфф · Данія                                                     |
| Тандем                        | Ренато Перона і Фердінандо Теруцці (ITA)                        | Алан Банністер і Реґ Гарріс (GBR)                                           | Гастон Дрон і Рене Фай (FRA)                                                 |
| гіт                           | Жак Дюпон · Франція                                             | П'єр Ніан · Бельгія                                                         | Томмі Ґодвін · Велика Британія                                               |

## Країни, що взяли участь

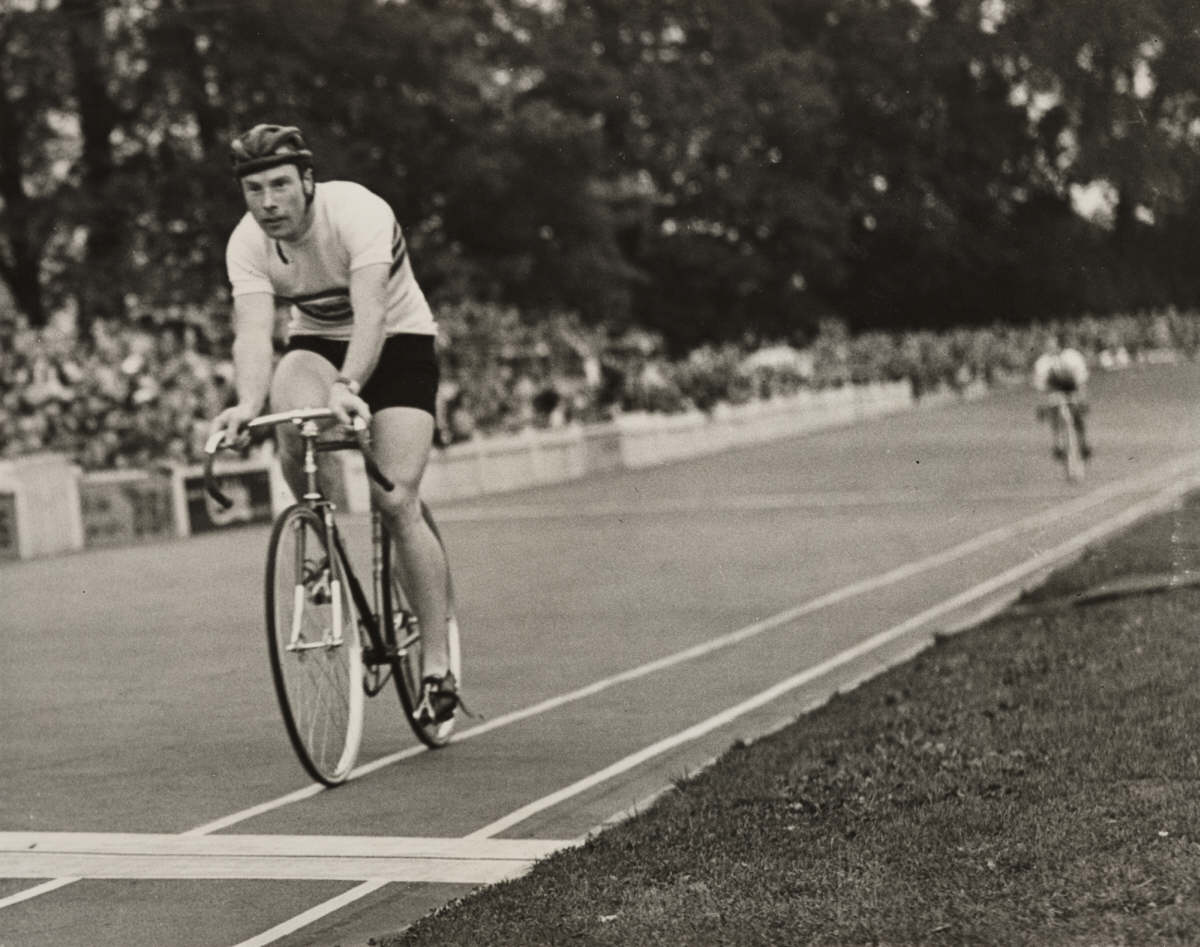
Реґ Гарріс виграє чвертьфінал гіту на 1000 м

Змагалися 188 велогонщиків з 33-х країн.
| - Аргентина (12) - Австралія (6) - Австрія (8) - Бельгія (12) - Канада (6) - Республіка Китай (1) - Куба (1) - Данія (11) - Фінляндія (5) - Франція (11) |  | - Велика Британія (10) - Греція (3) - Гвіана (1) - Індія (9) - Італія (12) - Люксембург (4) - Мексика (5) - Нідерланди (9) - Нова Зеландія (1) - Норвегія (4) - Пакистан (2) |  | - Перу (3) - Південно-Африканська Республіка (3) - Південна Корея (2) - Швеція (4) - Швейцарія (11) - Тринідад і Тобаго (1) - Туреччина (4) - США (9) - Уругвай (9) - Венесуела (1) - Югославія (4) |

## Таблиця медалей
| Місце               | Країна                | Золото | Срібло | Бронза | Загалом |
| ------------------- | --------------------- | ------ | ------ | ------ | ------- |
| 1                   | Франція (FRA)         | 3      | 0      | 2      | 5       |
| 2                   | Італія (ITA)          | 2      | 1      | 0      | 3       |
| 3                   | Бельгія (BEL)         | 1      | 1      | 1      | 3       |
| 4                   | Велика Британія (GBR) | 0      | 3      | 2      | 5       |
| 5                   | Нідерланди (NED)      | 0      | 1      | 0      | 1       |
| 6                   | Данія (DEN)           | 0      | 0      | 1      | 1       |
| Загалом (6 збірних) | Загалом (6 збірних)   | 6      | 6      | 6      | 18      |